# Macrocheilus vitalisi
Macrocheilus vitalisi – gatunek chrząszcza z rodziny biegaczowatych, podrodziny Anthiinae i plemienia Helluonini.

## Taksonomia
Gatunek opisany został w 1920 roku przez Herberta Edwarda Andrewesa. Holotypem jest samica.

## Opis
Biegaczowaty ten osiąga od 12,5 do 14 mm długości ciała. Plamki na pokrywach zaokrąglone. Czwarte człony głaszczków szczękowych wydłużone i zaokrąglone. Przednie szczecinki labrum ulokowane blisko krawędzi wierzchołkowej. Gatunek podobny do Macrocheilus binotatus, który jest jednak ciemniejszy, wierzch ciała rzadziej punktowany, a międzyrzędy pokryw ma bardziej wypukłe.

## Występowanie
Gatunek ten występuje w Chinach, Laosie, Wietnamie oraz na indonezyjskim Borneo.